# Laikacota
Parque Mirador Laikacota es el nombre de un importante parque mirador en la ciudad de La Paz. El mirador se halla emplazado en la parte superior del cerro Santa Bárbara y es uno de los tres parques más visitados de La Paz, tras el Valle del Sol, y la Laguna de Cota Cota, el parque recibe la visita anual de 250.000 personas.

## Denominación
El nombre del parque deriva de la palabra aimara laikacota, que sería traducido como guarida de los brujos y agoreros.

## Historia
La serranía en la que se desarrolla el parque fue refugio de milicianos durante los eventos de la revolución de 1952, posteriormente, en 1971 la resistencia universitaria al gobierno dictatorial de Hugo Banzer, se apostó en el lugar.
En 1981 el dramaturgo y alcalde Raúl Salmón de La Barra decidió que se convertiría en parque, la construcción del proyecto tomo 9 años hasta su conclusión.
A causa  de una falla geológica existente en el lugar se iniciaron labores de estabilización a partir de 2005 y una parte del parque fue cerrada al público en 2012.
En 2015 el acceso al parque fue remodelado incorporando dos rampas para garantizar la accesibilidad universal, esta obra fue parte de un proyecto de remodelación de 4 fases iniciado en 2014.

## Características
El parque mirador se halla en una formación natural elevada que permite la observación de a ciudad en 360°.

## Actividades
En el parque se han desarrollado históricamente actividades relacionadas con la astronomía, vuelo de cometas, espectáculos de teatro y recibimiento del sol durante el año nuevo aimara.